# Karaburma
Karaburma (srbsko Карабурма) je naselje v beograjski občini Paliluli na vzhodnem delu mesta Beograda, a na desnem bregu reke Donave. Po oceni iz 2002 je imela Karaburma 55.343 prebivalcev. 
Béograd (starinsko slovensko Belgrad, Beligrad) pa je glavno mesto Srbije, v katerem živi okoli 1,3 milijona ljudi. Leži na sotočju Donave in Save v severni Srbiji na področju, ki je v nasprotju od sosednjega Banata gričevnato.

## Položaj
Karaburma se nahaja med naselji Zvezdarno (Звездара) - jug, Bogoslovjem (Богословија) oziroma OFK Beogradom'(ОФК Београд) - zahod, Ada Hujо (Ада Хуја) ob Donavi oziroma reka Donava - sever, Rospi Ćuprija (Роспи Ћуприја) - vzhod in Ćalije (Ћалије) - jugovzhod. Njena južna meja je ulica Dragoslava Srejovića (Драгослава Срејовића), nekdanja Partizanska pot (Партизански пут) tik pod gozdom, ki je tudi občinska meja med Palilulo in Zvezdarno; na drugi strani je  namreč Zvezdarnin gozd (Звездарска шума). Severna meja pa je Višnjiška ulica (Вишњичка улица) oziroma reka Donava, vzhodna pa Mirijevo (Миријево), оziroma Mirijevski bulevar (Миријевски булевар).
Kljub temu, da ima - obrobljena na jugu z gozdnatim gričevjem, na severu pa omejena z veletokom (kjer nekdaj ni manjkalo visokega drevja) - zavidljivo primeren položaj, je bila Karaburma do najnovejšega časa skoraj nenaseljena; topla, zdravilna in izparevajoča voda vzdolž reke pa je povzročala nastanek nezdravega močvirja, nad katerim se je stalno dvigala migetajoča meglica.

## Zgodovina

### Proslulo ime
Ime Karaburma je turško za črni obroč ozirom črni prstan, kar naj bi pomenilo, da je to območje prepovedano, nekakšen sodobni no go; to je kraj, na katerega se sploh ne hodi in s katerim so starši strašili poredne otroke; področje torej, ki naj se ga ne izogibljejo le otroci, ampak tudi odrasli. Vzrok naj bi bil, ker je tukaj bil še vse do prejšnjega stoletja strašen kraj, morišče (sr.: stratište, gubilište) na smrt obsojenih prestopnikov; niso prihajali sami, ampak zvezani z verigami in v spremstvu žandarjev ter jetniškega duhovnika, ki jih je spovedal in jim pred usmrtitvijo dal še odvezo. Zadnja stvar, ki so jo ti nesrečneži mogli videti z vzpetine na desni strani Donave, je bil prekrasen pogled vzdolž njene obale pa vse do Višnjice, kjer so bile še do nedavnega toplice. Po eni pripovedi topla in zdravilna z žveplom bogata voda - ki jo omenja že Vuk Karadžić - še vedno brbota, vendar v hudo onesnaženem donavskem rokavu, ki bi zahteval drago in temeljito čiščenje; med ljudmi pa kroži drugačna pripoved, po kateri da je zdravilna voda izginila v globino zaradi velikega miniranja pri gradbenih delih za časa komunizma, ko se je na vse strani gradilo ne glede na varstvo okolja. 

### Izvrševanje smrtne kazni
V vsakem primeru je izvrševanje smrtne obsodbe z razlogom vlivalo grozo, saj takrat ni bilo govora o kakih človeških pravicah, ki naj bi jih imeli hudodelci, ki so bili nato pokopani oziroma kar zasusti z zemljo na samem mestu pogube, privezani na kol: brez slehernega znamenja ali napisa ali spomina. To je bilo res mesto, ki se ga je bilo treba ogibati in nič čudnega, da je bilo nenaseljeno in pusto - pravi črni obroč torej, prek katerega se ni prestopalo.
Medtem ko se je Beograd v drugi polovici 19. stoletja razvijal čisto na drugi strani na Terazijskem grebenu in se polagoma spuščal proti Savi in Donavi, je obstajalo na njegovem vzhodnem delu „osamljeno in nepristopno“ mesto na Karaburmi. Tam so izvajali javne usmrtitve do 1912, a 1936 je tam zgrajena največja kafilerija, kamor so vodili po mestu polovljene potepuške pse, od njihove kože pa izdelovali rokavice. Grožnja: „Končali boste na Karaburmi“ – je skrivala srhljivo stvarnost.
Kljub tej proslulosti – ali pa ravno zaradi nje – je pravzaprav vsaka javna usmrtitev pomenila dnevni dogodek, ki se ga je udeleževalo staro in mlado ko kakega praznika; praznoverna množica je tekmovala, kdo bo odnesel kak ostanek - ki naj bi ga kot talisman čuval in mu pomagal k uspehu - tudi vlomilcem pri njihovi nečedni raboti. Zato so trezni izobraženci - cerkveni in posvetni - večkrat opozarjali, da nikakor ni primerno in spodbudno, da se najtežje kazni izvajajo javno; in to še vpričo mladoletnih in otrok, ki se iz tega gotovo ne bodo naučili nič dobrega; če je že potrebno, - a najprimerneje bi bilo smrtno kazen ukiniti - naj bi se izvajale v ožjem krogu odgovornih odraslih ter v prostorih nedostopnih javnosti kot na Zahodu, kar je sčasoma tudi prevladalo.

### Starejši razlagi
Imamo pa tudi drugo – starejšo razlago, saj stari otomanski in avstrijski zemljevidi poimenujejo območje Kajaburun (Kaya-burun), kar v turščini pomeni "skalnati rt" oziroma "kamniti nos".
To potrjuje tudi kronist Milan Milićević, ki pa uporablja še tretje ime, in sicer Kajaburma kot srednjo različico imena, pri čemer označuje Karaburmo v tem pomenu kot "nos, rt" hriba, ki se spušča v Donavo.

## Znamenitosti

### Stadion OFK Beograd
Mladinski stadion (Омладински стадион) na Karaburmi je največji stadion na ožjem mestnem beograjskem področju. Na njem igrata OFK Beograd – čigar igralce imenujejo »Romantičarji« – in nogometni klub "FK Beograd". Zaradi plazovja vadita kluba večinoma na drugih stadionih; zadnje čase zlasti na novozgrajenem in dragem stadionu v Zaječarju. Omejeno pa je za zdaj tudi število obiskovalcev tekem oziroma navijačev. Slišijo se tudi glasovi, da naj bi mesto Beograd – ki je večinski lastnik področja – zaradi plazovja, ki je nadloga skoraj za celotno Karaburno – sčasoma cel stadion podrlo a ne obnovilo, kot pravijo igralci v zasebnih pogovorih. Račun kluba je že od 2019 blokiran, čeprav so lansko leto končali pozitivno. Zato ni jasno, kaj pravzaprav nameravajo z zanemarjenim in propadajočim stadionom, saj niso napravili niti prve stopnje in sicer, da bi prosili za gradbeno dovoljenje.

### Toblerone - nenavaden nebotičnik
Najvišja stavba na Karaburmi je stanovanjska stolpnica, ki bi jo smeli brez pretiravanja imenovati nebotičnik, saj precej presega ljubljanskega. Domačini jo pogostoma omenjajo kot stolp Toblerone, kar naj bi izhajalo iz trikotnih oblik, ki so vključene v zasnovo stolpa; ime je dobil po podobno oblikovani, tedaj in še dandanes priljubljeni čokoladi toblerone.
To nenavadno 17-nadstropno stolpnico je v novejšem času doletela "čast", da so jo prišteli med pet najgrših belograjskih stavb.
Za nekatere je to »grda stavba«; vendar je ta visokogradnje s šesterokotno osnovo  nekoč prejela izredno nagrado za odlično arhitektonsko oblikovanje. Statični izračun za postavitev v tem delu daleč najvišje armiranobetonske konstrukcije je opravil inženir Romić, ki je tudi priznani avtor učbenika »Betonske konstrukcije« v dveh delih.
Stanovalci bližnjega študentskega doma »Karaburma« tej čudni stavbi pravijo tudi „Buzdovan“ („Kij“)  in „Jež“.

### Prosvetne in uslužne ustanove
Karaburma je pretežno stanovanjsko območje, eno bolj poseljenih območij Beograda, s skupno 55.343 (leta 2002) prebivalci v vseh krajevnih oziroma mestnih skupnostih. Naselje ima dve tržnici. 
Na Karaburmi deluje pet osnovnih šol: "Filip Višnjić", "Jovan Popović", "Stevan Dukić", "Archibald Rice" (prej "Stjepan Stevo Filipović") in "Jovan Cvijić". Znana je tudi po kinu "Slavica", ki je bil nekdaj pojem za celi Beograd - ampak po vdoru TV in pametnih telefonov ni več zanimiv in so ga zaradi malega obiska že pred več leti zaprli; zadnje čase ga poskušajo oživiti z novimi vsebinami. Šestdesetih let so ga komunistične oblasti zgradile na zemljišču, na katerem je Pravoslavna Cerkev hotela graditi bogoslužni prostor, saj je veliki prijatelj Slovencev patriarh German dobro predvideval, da se bo novonastolo naselje ravno na tem področju še naprej razvijalo.
Najpomembnejše ceste na Karaburmi so Višnjička ulica, Mirijevski bulevar, Ulica Vojvode Micka Krstića, Ulica Marijane Gregoran in Ulica Salvadorja Allendeja, kjer se nahaja odcep za linije javnega prevoza 16, 23 in 25.
Na Karaburmi in v njeni bližini je na izbiro več hotelov. Med boljše naj bi jih spadalo deset, a vseh primernih za prenočitev in bivanje je na razpolago v neposredni bližini 35 stavb.

### Cerkvene ustanove
Morda še niste slišali, da obstaja na Stari Karaburmi tudi mala katoliška cerkev, ki je posvečena Svetemu Jožefu Delavcu – in ima proščenja ravno na prvomajski Praznik dela. Ta najmlajša belograjska župnija je bila ustanovljena 1972 in zaupana slovenskim salezijancem vse do nenadne smrti 2011 graditelja cerkvice Cirila Zajca 2011. Slovesnosti je večkrat povzdignil tudi obisk nadškofa, tudi še živečega zaslužnega in priljubljenega salezijanskega nadškofa Stanislava Hočevarja - ali pa celo nuncija.
Na Karaburmi je tudi pravoslavno Bogoslovje z internatom. Po demokratičnih spremembah 2000 - pa tudi že od 1989 - SPC ni imela već težav z gradbenimi dovoljenji, tako da so postopoma zgradili na tem področju kar nekaj cerkva in župnišč.

### Pokopališče Lešče
Čeprav Karaburma meji na najstarejše belograjsko Novo pokopališče (Ново гробље), tam ni več prostora niti za žare. Novo se je to pokopališče imenovalo v nasprotju s takratnim "Starim" - na Tašmajdanu poleg stare Cerkve sv. Marka. Sedaj ima pa Mužlja čisto svoje, mnogo bližje pokopališče, kjer je dovolj prostora; pa še novejšega datuma je in se nahaja prav v območju Karaburme - v naselju Lešće, v vzhodnem delu kraja Višnjica, oziroma v južnem podaljšku naselja Višnjičke Banje (Višnjiških toplic). Pokopališče zavzema precejšnjo površino in sega na jugu do predmestnih belograjskih naselij Slancev in Velikega Sela).
Pri izdelavi načrta je sodeloval Beograjski urbanistični zavod; prvi pogreb na Leščah je bil opravljen 26. decembra 1980. Na pokopališču je bil 1981 odprt krematorij, ki ga je naredilo podjetje  "Energoprojekt" po načrtih arhitektinje Litričinove. Do 2001 je bil ta krematorij edini v Srbiji, medtem ko je bil novosadski odprt 2005.

## Belograjske občine in palilulske mestne skupnosti
Razlaga statistike belograjskega prebivalstva
Spodnja statistika nam kaže rast ali upadanje prebivalstva; v osrednjih občinah na splošno število prebivalstva pada, v obrobnih pa narašča - medtem ko je od enega do drugega popisa prebivalstva v celotni Srbiji zaznati veliko upadanje. Predvidevajo sicer, da bo prebivalstvo po velikih mestnih središčih in seveda tudi v Beogradu kljub splošnemu upadanju po deželi zaradi priseljevanja še naprej naraščalo.  Veliko pa je razlogov zmanjševanja zlasti deleža mladih: med drugim izseljevanje v tujino, podkupovanje, pa tudi nepoznavanje in posledično zanemarjanje naravnega načrtovanja družine, kakor tudi spodbujanje umetnega načrtovanja, ki predpostavlja in celo priporoča uporabo kontracepcije in splava. Vse to ne ostaja brez posledic ter vodi v "demografsko bombo" - žal v njenem negativnem smislu;po mnenju strokovnjakom Srbija drvi v demografsko katastrofo, čeprav si odgovorni pred tem dejstvom zatiskajo oči.
Karaburmske mestne skupnosti
1. septembra 1955 je postala Karaburma samostojna belograjska občina, vendar so jo kaj kmalu, že 3. januarja 1957, priključili v sosednjo občino Palilula.
Danes Karaburmo sestavljajo nasledne mestne skupnosti: Stara Karaburma na zahodnem delu, Nova Karaburma (ali Karaburma-Donava) na vzhodnem delu. Jugovzhodni del, ki se širi vse do Ćalij, pa sestavlja mestno skupnost Karaburma II.
Seznam belograjskih občin
| Ime                                                                                 | Površina (-{km²}-) | Prebivalstvo (1991) | Prebivalstvo (2002) | Prebivalstvo (2011) | Prebivalstvo (2022) |
| ----------------------------------------------------------------------------------- | ------------------ | ------------------- | ------------------- | ------------------- | ------------------- |
| Barajevo                                                                            | 213                | 20.846              | 24.641              | 27.036              | 26.431              |
| Voždovac                                                                            | 148                | 156.373             | 160.768             | 157.152             | 174.864             |
| Vračar                                                                              | 3                  | 67.438              | 58.386              | 55.463              | 55.406              |
| Grocka                                                                              | 289                | 65.735              | 75.466              | 83.398              | 82.810              |
| Zvezdarna                                                                           | 32                 | 135.694             | 132.621             | 148.014             | 172.625             |
| Zemun                                                                               | 150                | 141.695             | 152.950             | 166.292             | 177.908             |
| Lazarevac                                                                           | 384                | 57.848              | 58.511              | 58.224              | 55.146              |
| Mladenovac                                                                          | 339                | 54.517              | 52.490              | 53.050              | 48.683              |
| Novi Beograd                                                                        | 41                 | 218.633             | 217.773             | 212.104             | 209.763             |
| Obrenovac                                                                           | 411                | 67.654              | 70.975              | 71.419              | 68.882              |
| Palilula                                                                            | 451                | 150.208             | 155.902             | 170.593             | 182.624             |
| Rakovica                                                                            | 31                 | 96.300              | 99.000              | 108.413             | 104.456             |
| Savski venec                                                                        | 14                 | 45.961              | 42.505              | 38.660              | 36.699              |
| Sopot                                                                               | 271                | 19.977              | 20.390              | 20.199              | 19.126              |
| Staro mesto                                                                         | 5                  | 68.552              | 55.543              | 48.061              | 44.737              |
| Surčin                                                                              | 288                | 34.463              | 38.695              | 42.012              | 45.452              |
| Čukarica                                                                            | 156                | 150.257             | 168.508             | 179.031             | 175.793             |
| SKUPNO                                                                              | 3.227              | 1.552.151           | 1.576.124           | 1.639.121           | 1.681.405           |
| Извор: Републички завод за статистику - Vir: Republiški zavod za statistiko, Srbija |                    |                     |                     |                     |                     |